# Semmy Schilt
Sem „Semmy” Schilt (ur. 27 października 1973 w Rotterdamie) – holenderski karateka reprezentujący style ashihara i seidokaikan, kickbokser oraz zawodnik MMA. Czterokrotny zwycięzca K-1 World Grand Prix (2005–2007, 2009) oraz tryumfator szesnastoosobowego turnieju wagi ciężkiej Glory Heavyweight Grand Slam Tournament z 2012 roku. Trenuje w holenderskim klubie Golden Glory.

## Karate
Karate zaczął trenować w wieku 8 lat. Pierwszym nauczycielem był jego ojciec, instuktor karate.
Do jego największych sukcesów zalicza się zdobycie: 3-krotnego Mistrzostwa Holandii IBK full contact, 2-krotnego Mistrzostwa Europy IBK, 2-krotne zwycięstwo w Hukutoki All Japan Open (1996, 1997) oraz 2-krotne zwycięstwo w All Japan Dai Do Juku (1996, 1997). W 1998 roku przeszedł na zawodowstwo. Jest dyrektorem technicznym Ashihara International Karate Organisation (AIKO)  oraz honorowym dyrektorem technicznym Sei Budokai i posiadaczem 6 dan w obu tych stylach. Posiada również 9 dan w karate w International Budokai Kan (IBK) nadanym przez Jona Bluminga.
W grudniu 1997 roku w Klubie Ashihara Karate i Ju Jitsu Darłowie prowadził pierwsze oficjalne szkolenie Ashihara Karate w Polsce.

## Mieszane sztuki walki
Równolegle do karate Schilt walczył w MMA. W 1996 r. zadebiutował w japońskiej organizacji Pancrase. W 1999 r. zdobył tytuł 9. Króla Pancrase w kategorii open.
W 2001 r. podpisał kontrakt z amerykańskim UFC. Stoczył tylko dwie walki, po czym powrócił do Japonii, aby walczyć dla PRIDE FC. Wygrał trzy pierwsze walki przez nokaut, ale porażki z takimi gwiazdami PRIDE jak Fiodor Jemieljanienko, Antônio Rodrigo Nogueira czy Siergiej Charitonow przekreśliły szanse Schilta na odegranie większej roli w tej organizacji. W sumie w latach 2001−2004 stoczył w PRIDE 7 walk (4 wygrał, 3 przegrał).
Podczas sylwestrowej gali Dynamite!! 2008 zmierzył się z Mightym Mo, którego pokonał przez duszenie trójkątne.

## K-1
W K-1 zadebiutował w 2002 roku, jeszcze będąc zawodnikiem PRIDE. Podczas gali K-1 Burning 2002 wygrał przez niejednogłośną decyzję z Musashim.
Pierwszy znaczący sukces na ringach K-1 osiągnął w 2005 roku, wygrywając turniej K-1 WGP w Paryżu. Dzięki temu w tym samym roku wystąpił w Finale K-1 World GP w Tokio. Zdobył mistrzostwo, pokonując kolejno Raya Sefo, Remy’ego Bonjasky’ego, a w finale nokautując w 48 sekund Glaube Feitosę.
W następnych latach Schilt całkowicie zdominował rywalizację w K-1 WGP. W 2006 roku obronił tytuł, pokonując w finale byłego trzykrotnego mistrza, Petera Aertsa, przez jednogłośną decyzję (przegrał z nim pół roku wcześniej w Auckland). W finale roku następnego ponownie pokonał Aertsa, tym razem przez nokaut w pierwszej rundzie (Aerts po jednym z ciosów Schilta doznał kontuzji kolana). Tym samym został pierwszym w historii zawodnikiem, który zwyciężył trzy razy z rzędu w Finale K-1 World Grand Prix.
W 2007 roku Schilt zdobył również pas mistrza K-1 w kategorii superciężkiej, nokautując w Jokohamie Raya Sefo. W czerwcu 2008 roku obronił tytuł w walce z Jérôme Le Bannerem. Pojedynek ten był 14. z rzędu wygraną Schilta w K-1. Holender pobił tym samym rekord poprzednio należący do Petera Aertsa. Dominację Schilta przerwał w końcu właśnie Aerts, który pokonał go przez decyzję 27 września 2008 roku podczas turnieju K-1 World Grand Prix 2008 Final 16 w Seulu. Porażka ta wyeliminowała Schilta z walki o czwarte z rzędu mistrzostwo K-1 WGP.
W maju 2009 roku walczył o mistrzostwo It’s Showtime w wadze ciężkiej (na zasadach K-1) z Badrem Hari. Przegrał przez nokaut w pierwszej rundzie. W grudniu, podczas walki finałowej turnieju K-1 WGP 2009 doszło pomiędzy nimi do rewanżu. Tym razem to Schilt znokautował Hariego w pierwszej rundzie (reguła 3 nokdaunów), zdobywając czwarte w swojej karierze mistrzostwo K-1. Wcześniej w drodze do finału znokautował również w pierwszych rundach Le Bannera oraz obrońcę tytułu, Bonjasky’ego. W sumie zwyciężył w całym turnieju w łącznym czasie 5 minut i 53 sekund, bijąc rekord Aertsa z finału z 1998 roku.
W 2010 roku, będąc obrońcą tytułu, awansował do Finału K-1 WGP, gdy podczas Final 16 wygrał przez niejednogłośną decyzję z Hesdym Gergesem. W ćwierćfinale pokonał przez jednogłośną decyzję Kyōtarō, odpadł później w półfinale pokonany po raz trzeci w karierze przez Petera Aertsa.
W związku z kryzysem finansowym i zawieszeniem działalności przez organizację K-1, Schilt w 2011 roku nie walczył. W międzyczasie jego klub Golden Glory zapowiedział budowę własnego, konkurencyjnego względem K-1 cyklu rozgrywek, którego jedną z gwiazd miał być właśnie Schilt. 26 maja 2012 roku Holender wywalczył inauguracyjne mistrzostwo Glory World Series w wadze ciężkiej, pokonując przed czasem Errola Zimmermana.
31 grudnia znalazł się w bardzo silnie obsadzonym turnieju wagi ciężkiej organizowanym przez holenderską federację Glory World Series w Tokio, w ramach połączonej sylwestrowej gali kickboxingu (Glory 4) i MMA (DREAM 18). W szesnastoosobowym turnieju wzięli udział m.in. Peter Aerts, Remy Bonjasky oraz Daniel Ghiță - z tym ostatnim Schilt zmierzył się w finale tegoż turnieju (wcześniej pokonywał w 1/16 przez KO Brice’a Guidona, w ćwierćfinale na punkty Rico Verhoevena, a w półfinale również na punkty Gökhana Sakiego). Holender w finałowej walce zwyciężył przez TKO po wysokim kopnięciu w głowę w 1. rundzie, zostając tryumfatorem całego turnieju oraz inkasując czek o wartości 400,000 USD.
Dnia 27 czerwca 2013 roku ogłosił koniec kariery sportowej. Przyczyną tego były problemy ze zdrowiem.

## Osiągnięcia
Kick-boxing
- 2005: K-1 World GP w Paryżu – 1. miejsce
- 2005: zwycięzca K-1 WGP w Tokio
- 2006: zwycięzca K-1 WGP w Tokio
- 2007: zwycięzca K-1 WGP w Jokohamie
- 2009: zwycięzca K-1 WGP w Jokohamie
- 2007–2012: mistrz K-1 w wadze superciężkiej
- 2012−2013: mistrz Glory w wadze ciężkiej
- 2012: zwycięzca Glory Heavyweight Grand Slam Tournament w Tokio

Mieszane sztuki walki
- 1999: król Pancrase w kat. open

Karate
- 1993: Mistrz Holandii IBK
- 1994: Mistrz Holandii IBK
- 1995: Mistrz Holandii IBK
- 1995: Mistrz Europy IBK
- 1996: Mistrz Europy International Budo Kai (IBK)
- 1996: Hukutoki All Japan Open - 1. miejsce w kat. open
- 1996: All Japan Dai Do Juku - 1. miejsce w kat. open
- 1997: Hukutoki All Japan Open - 1. miejsce w kat. open
- 1997: All Japan Dai Do Juku - 1. miejsce w kat. open